# La fratellanza (film 2017)
La fratellanza (Shot Caller) è un film del 2017 scritto e diretto da Ric Roman Waugh, con protagonista Nikolaj Coster-Waldau.

## Trama
Jacob Harlon è un onesto uomo d'affari che vive con la moglie Kate e il figlio Joshua. Dopo una cena con la moglie e i due amici Tom e Jennifer, dove beve qualche bicchiere di troppo, causa involontariamente un incidente stradale, uccidendo Tom. Il suo avvocato, Steve, gli propone un patteggiamento che prevede due anni e otto mesi di carcere, invece degli iniziali sette anni. Jacob accetta la proposta e viene ufficialmente rinchiuso con l'accusa di omicidio colposo.
Arrivato al California Institution for Men, Jacob rimane sconvolto per il brutale ambiente carcerario in cui è costretto a stare e tenta di seguire il consiglio di Steve, ossia farsi vedere forte e valido, dato che gli altri detenuti, specialmente ergastolani e condannati per crimini molto gravi, lo avrebbero messo alla prova. Per dimostrare di non essere un debole, Jacob decide quindi di attaccare un prigioniero afroamericano dopo che questi lo aveva provocato. In questo modo, Jacob si fa notare dai membri della gang "PEN1", ossia un gruppo di "suprematisti bianchi" che ha una forte influenza all'interno del carcere, controllando l'ingresso e lo spaccio della droga, oltre che omicidi di altri detenuti. Il giorno dopo, un membro della PEN1, Frank "Shotgun", presenta Jacob a "Bottles", ossia il capo della gang, il quale gli spiega come si svolge la vita all'interno del carcere, in cui ogni scelta viene presa sulla base della razza  e del rispetto che un membro guadagna dalle azioni che compie per il beneficio del gruppo.
Harlon, sotto il nickname di "Money", comincia, giorno dopo giorno, a scalare la gerarchia della gang, iniziando anche a far tatuare il proprio corpo dal compagno di cella, così da dimostrare apertamente la propria affiliazione. Un giorno, durante una rivolta carceraria ordinata dalla "Bestia", Jacob viene ripreso da una telecamera di sorveglianza mentre uccide un prigioniero che stava attaccando Herman Gómez, il leader dei Sureños. Con questa prova, Money viene ufficialmente condannato ad ulteriori anni di prigione per aver agito nell'interesse di una gang, probabilmente quintuplicando gli iniziali due anni. Prima di essere scortato nel carcere di massima sicurezza, Jacob ordina alla moglie di dimenticarsi che lui esiste. Kate quindi chiede ufficialmente il divorzio.
Le nuove condizioni di Money lo identificano come un membro ufficiale della gang. Viene trasferito nella prigione dello stato di Corcoran per essere inserito nel reparto di massima sicurezza. Come altri prigionieri, ha diritto a un'ora di "yard yard" al giorno che solitamente avviene in un cortile dentro delle grandi gabbie, dove è possibile parlare con i prigionieri adiacenti. Qui conosce ed incontra la "Bestia", il capo della "Fratellanza Ariana". Negli ultimi 15 anni, la Bestia ha gestito le attività della banda dall'interno della prigione tramite ufficiali corrotti. Impressionato dalla dedizione di Harlon, la Bestia lo promuove come suo secondo in comando. Money spende il suo tempo nella struttura carceraria senza ulteriori incidenti.
Prima del suo rilascio, Money viene costretto dalla Bestia ad organizzare un accordo con i Sureños per contrabbandare delle armi provenienti dall'Afghanistan. Inizialmente, Jacob si dimostra riluttante a compiere altri atti crimiosi appena uscito di prigione, e quando la Bestia nota il suo atteggiamento, minaccia la sua famiglia e Jacob è costretto ad accettare. Alcuni giorni dopo, viene scarcerato.
Dopo la scarcerazione, Money viene accolto da "Shotgun" e da altri membri della gang che gli presentano Howie, un ex-soldato senza alcun precedente penale che ha trovato il nascondiglio delle armi da contrabbandare. Nel frattempo, l'ufficiale per la libertà di Money, Ed Kutcher, viene avvicinato dallo sceriffo Sanchez e da altri capi di una task force. Credono che Jacob stia organizzando una importante vendita di fucili mitragliatori AK47 e pistole Glock a membri del  Cartello della droga di Sonora, e quindi lo tengono sotto sorveglianza.
Harlon inizia a organizzare lo scambio della armi trattando direttamente con Herman Gómez, lo stesso detenuto da lui salvato durante la rivolta carceraria; e nel frattempo incontra Kate per consegnarle il proprio denaro rimanente. Durante degli incontri avvenuti con "Shotgun", Harlon incomincia a dubitare del proprio compagno, e dopo averlo seguito per verificare la propria teoria, scopre che lavora per Kutcher sotto ricatto.
Il giorno dell'incontro, Money si libera dalla sorveglianza e uccide "Shotgun", il cui corpo viene trovato da Kutcher che recupera anche il suo cellulare. Dopo che il gruppo di Money ha trovato il nascondiglio delle armi, si dirigono verso il luogo dello scambio. Money invia le coordinate della posizione al cellulare di "Shotgun" e i poliziotti si dirigono immediatamente lì. Dopo aver ordinato ad Howie di stare lontano dalla vita criminale perché altrimenti lo avrebbe ucciso, Money lo costringe a scendere dal veicolo. Dopo che l'accordo è stato portato a compimento, le forze di polizia, insieme all'ATF e alla SWAT, si precipitano sul posto. Tutti i membri della banda vengono arrestati o uccisi, tranne Howie, il quale riesce a fuggire.
Money viene nuovamente arrestato e definitivamente condannato all'ergastolo senza alcuna possibilità di libertà vigilata, rifiutando la proposta di Kutcher di testimoniare contro la Bestia per essere scagionato e rimesso in libertà. Viene portato dalla Bestia, che si rende conto che Money ha deliberatamente alterato l'accordo e ucciso Shotgun per far sì che le forze dell'ordine si potessero ben organizzare per interrompere lo scambio. La Bestia dice a Money che la sua famiglia pagherà le conseguenze del suo tradimento e ordina alla guardia corrotta di riportare Harlon nella sua cella, ma Jacob riesce a liberarsi grazie a una copia delle chiavi delle manette che aveva costruito nella propria cella col poco materiale che aveva nascosto nel retto prima che venisse arrestato allo scambio. Money quindi blocca la guardia nella propria gabbia, apre la cella della Bestia e lo uccide tagliando le principali arterie del collo con una lametta da barba, anch'essa nascosta in precedenza.
A questo punto Money, intriso di sangue, dice alla guardia che ora è lui il capo, ordinandogli di falsificare il rapporto per dichiarare di aver agito per legittima difesa. Inizia quindi a scontare l'ergastolo in isolamento, consapevole che il posto che ha assunto al vertice della Fratellanza è il miglior modo per proteggere la sua famiglia. Nel finale riceve una lettera di Joshua in cui gli dice che lui e Kate stanno andando avanti, che lo ha perdonato e che rimarrà sempre e comunque suo padre.

## Produzione
Le riprese del film sono iniziate a maggio 2015 nel Nuovo Messico, nelle città di Albuquerque e Santa Fe.

## Distribuzione
Il film è stato presentato in anteprima al Los Angeles Film Festival a giugno 2017. È stato distribuito nelle sale cinematografiche statunitensi il 18 agosto 2017, mentre in quelle italiane dal 7 settembre 2017.
Il film è vietato ai minori di 14 anni per violenza, linguaggio scurrile e uso di droga